# Анниноя
А́ннино́я (фин. Anninoja) — ручей в России, протекает по территории Поросозерского и Найстенъярвского сельских поселений Суоярвского района Карелии. Длина ручья — 22 км, площадь водосборного бассейна — 84 км².
Ручей берёт начало из ламбины без названия и далее течёт преимущественно в юго-восточном направлении по заболоченной местности.
Ручей в общей сложности имеет 15 притоков суммарной длиной 30 км.
Впадает в реку Тарасйоки на высоте ниже 172,2 м над уровнем моря.
Населённые пункты на ручье отсутствуют.
Код объекта в государственном водном реестре — 01040100112202000014247.